# Aaldonk
Aaldonk is een klein gebied met enkele huizen (buurtschap) nabij Gennep, in de Nederlandse provincie Limburg.
De oorsprong van de naam is niet geheel bekend. Aal zou een voor-Germaanse grondslag kunnen hebben. Donk is een bult in het landschap, waardoor men ook spreekt van óp de Aaldonk.
Tijdens de Belgische Revolutie vanaf 1830 was de Aaldonk het noordelijkst gelegen gebied van België. Tot 1839 lag het Drielandenpunt dan ook hier bij de Neutraleweg. Deze is na de periode 1949-1963 definitief aan dit gebied toegevoegd.
Op de derde dag van de Nijmeegse Vierdaagse lopen alleen de 50-km-lopers in een lange lus door dit gebied.

## Galerij

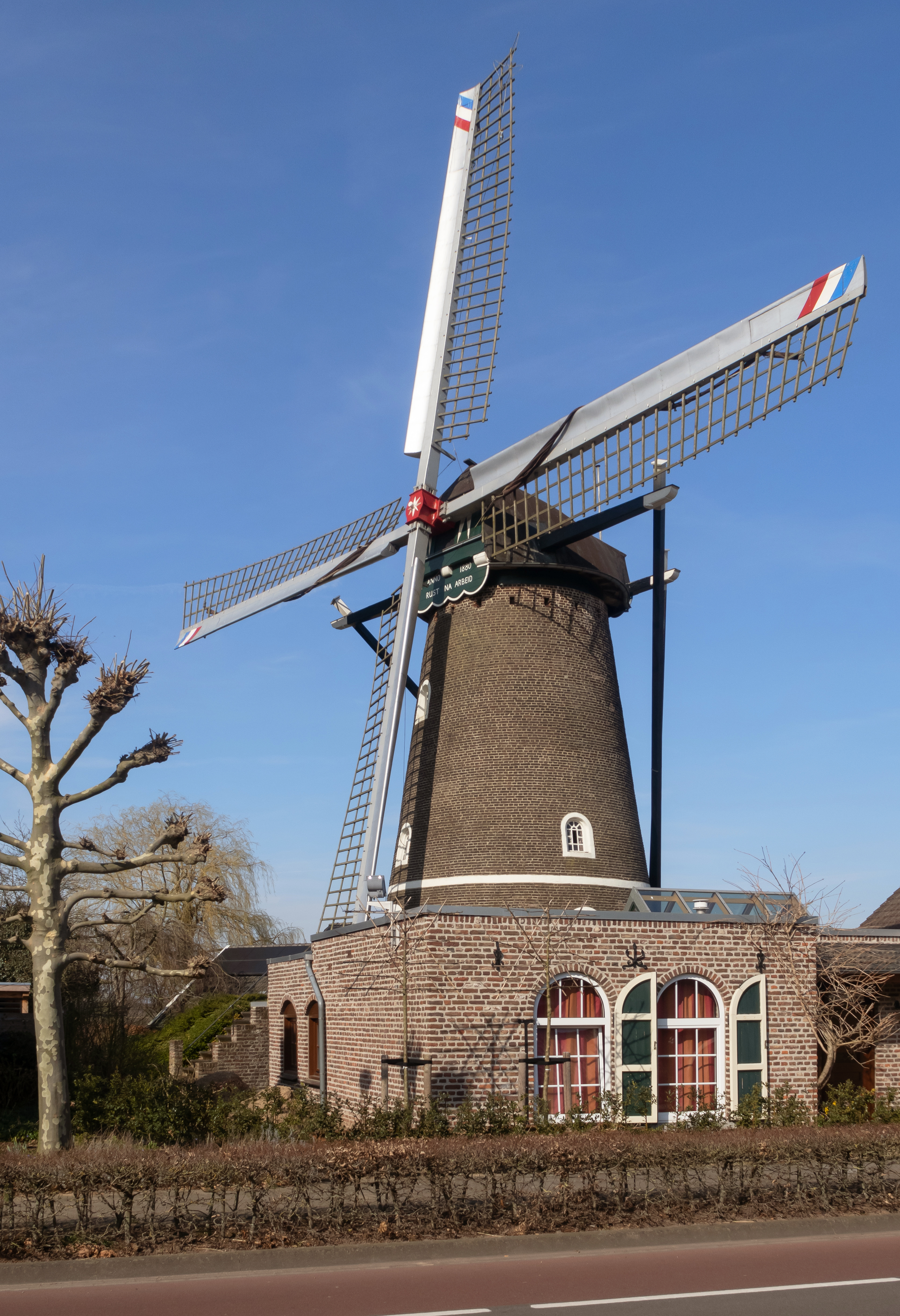
Windmolen Rust na Arbeid
Wijk Aaldonk-Violenberg in Ottersum, Gennep

Stad: Gennep      Dorpen: Heijen · Milsbeek · Ottersum · Ven-Zelderheide

Buurtschappen en gehuchten: Aaldonk · Dam · De Looi · Diekendaal · Hekkens · Smele · Zelder

Limburg: Steden en dorpen      Nederland: Provincies · Gemeenten